# Jiagedaqi
Jiagedaqi (en chino, 加格达奇; pinyin, Jiāgédáqí) es un distrito urbano bajo la administración directa de la Prefectura Daxing’anling  en la Provincia de Heilongjiang, República Popular China.  Su área es de 1358 km² y su población total para 2020 superó los 137 mil habitantes. 

## Administración
Desde julio de 2023, el  Distrito Jiagedaqi  se divide en 8 pueblos que se administran en 6 subdistritos y  2 villas.

## Toponimia
La ciudad está asentada dentro del territorio de la bandera Oroquen en la provincia de Mongolia Interior. De hecho, su nombre proviene del idioma Oroqen y significa "(lugar) del pino rojo mongol" trascrito al chino como Jiagedaqi [/Chiá'k-Dachi/] (加格达奇) o Jagdaqi (加格达气) de similar sonido .